# 碟花金丝桃
碟花金丝桃（学名：Hypericum addingtonii）为藤黄科金丝桃属下的一个种。

## 扩展阅读
- 維基物種上的相關：碟花金丝桃